# Comté de Roscommon
Pour l’article homonyme, voir Comté de Roscommon (Michigan).
Le comté de Roscommon (en irlandais Contae Ros Comáin) est une circonscription administrative de la république d'Irlande située dans la province du Connacht. Sa superficie est de 2 547 km2 pour 70 259 habitants (2022). La capitale de comté est Roscommon.
Athlone, sur la rivière Shannon, considérée comme la ville la plus au centre de l'Irlande. Elle a la particularité de se trouver à cheval sur la Shannon et donc à la fois dans les comtés de Roscommon et de Westmeath.
Le comté de Roscommon possède beaucoup de sites historiques et mythologiques de l'Irlande médiévale et légendaire. Ainsi, le village de Tulsk se trouve à côté du site mythologique de Crúachan, résidence des souverains du Connaught, la reine Medb et son époux le roi Ailill Mac Máta.

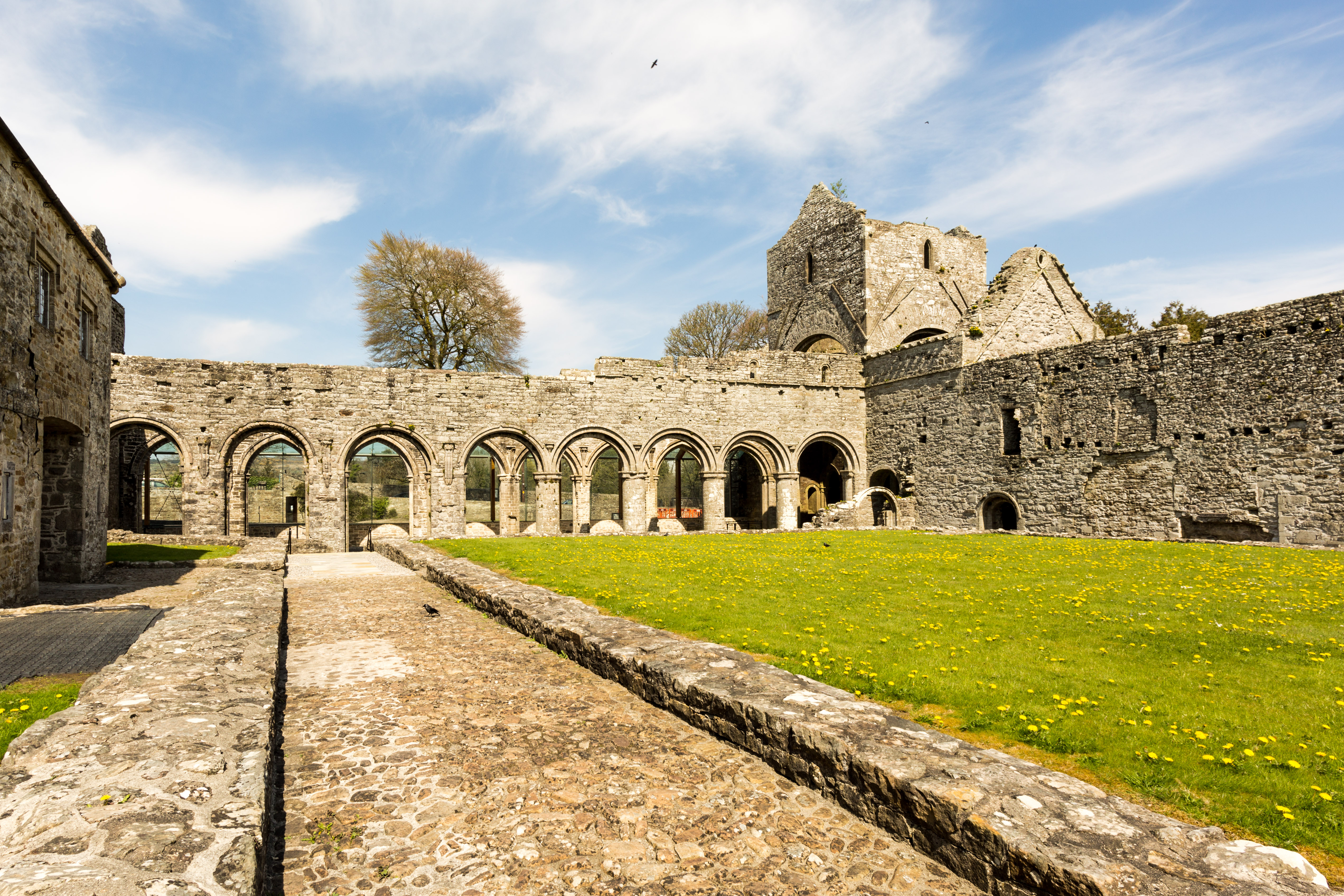
Ruines de l'abbaye de Boyle.

## Histoire

### Cinq baronnies royales
Les cinq baronnies royales (King's five cantreds) sont les baronnies (en) autour de la ville d'Athlone que le roi d'Angleterre se réserva lorsque fut instituée la seigneurie de Connaught.  Quatre d'entre elles se trouvaient dans l'actuel comté de Roscommon et formaient le peu de territoire resté aux mains des rois irlandais du Connacht après l'accession au trône de Felim mac Cathal en 1230. Ces rois irlandais étaient devenus vassaux de la seigneurie d'Irlande avant 1210 lorsque Cathal Crobderg prêta allégeance au roi Jean sans Terre et perdirent une grande partie de leur territoire du Connacht pendant le court règne d'Áed mac Cathail, fils de Cathal Crobderg.
Ces cinq baronnies étaient les suivantes, :
- O'Many (Ui Maine, Omany), baronnie dont la limite Nord-Est était juste au-dessus du lac Lough Ree, à « Cloontuskert » et qui descendait jusqu'au sud du Roscommon avec une limite Sud-Ouest à Athenry dans le Galway[3] ;
- Tyrmany (Tir Maine), à l'Est d'Athlone, Sud-Ouest du comté de Westmeath. La seule qui ne se trouvait pas dans le Roscommon ;
- Moy Ai (Magh-Ai), centre du Roscommon ;
- Three Tuaths (Tri Tuatha), Nord-Est du Roscommon[4] ;
- Moylurg-Tirerril (Magh Luirg, Tir Oililla), au Nord des Three Tuaths[5]. Elle incluait une petite partie du comté de Sligo actuel.

La baronnie d'O'Many fut soustraite en 1256 pour être donnée au normand Richard de la Roche, ce qui eut pour conséquence de réduire encore et de presque la moitié le territoire des rois irlandais du Connacht.

## Comtés limitrophes
| Sligo       | Leitrim Sligo      | Leitrim            |
| Galway Mayo | comté de Roscommon | Longford Westmeath |
| Galway      | Galway Offaly      | Offaly Westmeath   |

## Les villes du comté
- Arigna, Athlone, Athleague,
- Ballaghaderreen, Ballintober, Ballyfarnon, Boyle,
- Castlerea,
- Elphin,
- Frenchpark,
- Knockcroghery,
- Lecarrow (en),
- Old Town,
- Roosky, Roscommon,
- Strokestown,
- Tulsk (en).

## Monuments

### Châteaux médiévaux
- Château d'Athlone (en)
- Château de Ballintober (ruines), au sud de Tulsk (en)
- Château de Dunamon (en)
- Château de Rindown (ruines)
- Château de Roscommon (ruines)